# ...Baby One More Time (음반)
《...Baby One More Time》은 미국의 가수 브리트니 스피어스의 데뷔 앨범이다. 앨범은 1999년 1월 12일 자이브 레코드를 통해 발매되었고, 미국 빌보드 200 1위를 포함해 19개 나라에서 5위권, 15개 나라에서 1위에 오르며 세계적으로 성공했다. 앨범과 싱글은 메인스트림에서 브리트니가 인기를 얻는데 도왔다.
동명의 리드 싱글 〈...Baby One More Time〉은 빌보드 핫 100에서 1위를 했다. 이후 스피어스는 2008년 10월, "Womanizer"가 1위를 하기까지 거의 10년동안 1위 싱글을 만들어내지 못한다. 영국에서 발매된 싱글들은 영국 싱글 차트와 유러피안 핫 100에서 모두 3위~5위권에 진입했다.
이 앨범은 미국에서만 1,400만 장이 팔려 다이아몬드 인증을 받았다. 《...Baby One More Time》은 세계적으로 2,600만 장의 판매고를 올렸고(실제로는 3,000만 장까지 추정), 스피어스의 경력사상 가장 높은 앨범 판매고를 올린 앨범이다.

## 상업적 성과
...Baby One More Time은 미국에서 발매 첫 주 120,500만 장을 팔아 빌보드 200 1위로 데뷔했으나, DMX의 Flesh of My Flesh, Blood of My Blood (1998)에게 한 주만에 1위를 뺏기고 2위에 3주동안 머물렀다. 4주 후, 닐슨 사운드스캔은 500,000만 장 이상을 팔아치웠다고 발표했다. 상위 5위권에서 떨어진 4주 후, 다시 1위로 올랐고 804,200만 장을 팔아치웠다. 이후 Baby One More Time는 6주동안 1위를 지켰고, 발매 두 달이 지난 후 1,800,000만 장을 넘게 팔았다. 빌보드 200에서 47주가 되던째에도 최고 3위를 유지했고, 미국에서만 10,000,000만 장 이상을 판매했다. 이후 미국 음반 산업 협회에서는 이 앨범에 다이아몬드 인증을 했다. 스피어스는 이 앨범으로 앨러니스 모리세트의 Jagged Little Pill (1995)이 세운 "가장 어린 나이에 가장 많은 음반을 판매한 아티스트"라는 기록을 깨고 기네스 북에 올랐다. 스피어스는 또한 1999년 베스트 셀러 아티스트였다. ...Baby One More Time은 빌보드 200 상위 10위권에서 총 51주 동안 존재했고, 이후 차트에서 총 103주 동안 존재했다. ...Baby One More Time은 BMG 뮤직 클럽의 역사상 세 번째로 많이 판 앨범으로도 기록되었다.
캐나다에서도 역시 1위로 데뷔했고, 1999년 12월에 100만 장 이상을 팔아치워 다이아몬드 인증을 받았다. ...Baby One More Time은 유러피안 탑 100 앨범 차트에서도 2주 동안 2위에 머물렀고, 유럽 대륙에서 4,000,000만 장 이상을 팔아 국제음반산업협회는 네 개의 플래티넘 인증을 했다.
| #             | 제목                                    | 작사·작곡                                          | 프로듀서                   | 재생 시간 |
| ------------- | --------------------------------------- | -------------------------------------------------- | -------------------------- | --------- |
| 1.            | ...Baby One More Time                   | Max Martin                                         | Martin Rami                | 3:30      |
| 2.            | (You Drive Me) Crazy                    | Jörgen Elofsson Per Magnusson David Kreuger Martin | Magnusson Kreuger Martin   | 3:17      |
| 3.            | Sometimes                               | Elofsson                                           | Magnusson Kreuger Elofsson | 4:05      |
| 4.            | Soda Pop                                | Mikey Bassie Eric Foster White                     | White                      | 3:20      |
| 5.            | Born to Make You Happy                  | Kristian Lundin Andreas Carlsson                   | Lundin                     | 4:03      |
| 6.            | From the Bottom of My Broken Heart      | White                                              | White                      | 5:11      |
| 7.            | I Will Be There                         | Martin Carlsson                                    | Martin Rami                | 3:53      |
| 8.            | I Will Still Love You (with Don Philip) | White                                              | White                      | 4:02      |
| 9.            | Thinkin' About You                      | Bassie White                                       | White                      | 3:35      |
| 10.           | E-Mail My Heart                         | White                                              | White                      | 3:41      |
| 11.           | The Beat Goes On                        | Sonny Bono White                                   | White The All Seeing I     | 3:43      |
| 총 재생 시간: | 총 재생 시간:                           | 총 재생 시간:                                      | 총 재생 시간:              | 42:20     |

## 차트
| 차트 (1999)               | 최고 순위 |
| ------------------------- | --------- |
| 오스트레일리아 앨범 차트  | 1         |
| 오스트리아 앨범 차트      | 1         |
| 벨기에 플레미쉬 앨범 차트 | 1         |
| 벨기에 왈로니아 앨범 차트 | 1         |
| 캐나다 앨범 차트          | 1         |
| 네덜란드 앨범 차트        | 1         |
| 프랑스 SNEP 앨범 차트     | 3         |
| 핀란드 앨범 차트          | 11        |
| 독일 앨범 차트            | 1         |
| 헝가리 앨범 차트          | 4         |
| 일본 오리콘 주간 앨범차트 | 9         |
| 뉴질랜드 앨범 차트        | 1         |
| 노르웨이 앨범 차트        | 5         |
| 스웨덴 앨범 차트          | 10        |
| 스위스 앨범 차트          | 1         |
| 영국 음반 차트            | 2         |
| 미국 빌보드 200           | 1         |

| 차트 (1990–1999) | 순위 |
| ---------------- | ---- |
| 미국 빌보드 200  | 29   |
| 차트 (2000–2009) | 순위 |
| 미국 빌보드 200  | 81   |

| 국가           | 인증기관 | 인증                     | 판매량 및 출하량 |
| -------------- | -------- | ------------------------ | ---------------- |
| 아르헨티나     | CAPIF    | 플래티넘                 | 60,000           |
| 오스트레일리아 | ARIA     | 4× 플래티넘              | 280,000          |
| 오스트리아     | IFPI     | 플래티넘                 | 50,000           |
| 벨기에         | IFPI     | 3× 플래티넘              | 150,000          |
| 캐나다         | CRIA     | 다이아몬드               | 1,000,000        |
| 유럽           | IFPI     | 4× 플래티넘              | 4,600,000        |
| 핀란드         | IFPI     | 골드                     | 37,865           |
| 프랑스         | SNEP     | 2× 플래티넘              | 600,000          |
| 독일           | IFPI     | 3× 골드                  | 750,000          |
| 멕시코         | AMPF     | 2× 플래티넘/골드         | 375,000          |
| 네덜란드       | NVPI     | 3× 플래티넘              | 300,000+         |
| 뉴질랜드       | RIANZ    | 3× 플래티넘              | 45,000           |
| 노르웨이       | IFPI     | 플래티넘                 | 50,000           |
| 폴란드         | ZPAV     | 플래티넘                 | 100,000+         |
| 포르투갈       | IFPI     | 2× 플래티넘              | 80,000+          |
| 스웨덴         | IFPI     | 플래티넘                 | 80,000           |
| 스위스         | IFPI     | 플래티넘                 | 50,000           |
| 영국           | BPI      | 3× 플래티넘              | 900,000          |
| 미국           | RIAA     | 14× 플래티넘(다이아몬드) | 14,000,000       |

## 인증
| 국가                                                  | 인증             | 판매량/출하량 |
| ----------------------------------------------------- | ---------------- | ------------- |
| 아르헨티나 (CAPIF)                                    | 4× 플래티넘      | 240,000^      |
| 오스트레일리아 (ARIA)                                 | 4× 플래티넘      | 280,000^      |
| 오스트리아 (IFPI 오스트리아)                          | 플래티넘         | 50,000*       |
| 벨기에 (BEA)                                          | 3× 플래티넘      | 150,000*      |
| 브라질 (Pro-Música Brasil)                            | 골드             | 250,000       |
| 캐나다 (뮤직 캐나다)                                  | 다이아몬드       | 1,000,000^    |
| 핀란드 (Musiikkituottajat)                            | 골드             | 37,865        |
| 프랑스 (SNEP)                                         | 2× 플래티넘      | 600,000*      |
| 독일 (BVMI)                                           | 3× 골드          | 750,000^      |
| 아이슬란드                                            | —                | 5,000         |
| 이탈리아                                              | —                | 200,000       |
| 일본 (RIAJ)                                           | 플래티넘         | 205,780       |
| 멕시코 (AMPROFON)                                     | 2× 플래티넘+골드 | 500,000       |
| 네덜란드 (NVPI)                                       | 3× 플래티넘      | 300,000^      |
| 뉴질랜드 (RMNZ)                                       | 3× 플래티넘      | 45,000^       |
| 노르웨이 (IFPI 노르웨이)                              | 플래티넘         | 50,000*       |
| 폴란드 (ZPAV)                                         | 플래티넘         | 100,000*      |
| 스페인 (PROMUSICAE)                                   | 3× 플래티넘      | 300,000^      |
| 스웨덴 (GLF)                                          | 플래티넘         | 80,000^       |
| 스위스 (IFPI 스위스)                                  | 2× 플래티넘      | 100,000^      |
| 영국 (BPI)                                            | 4× 플래티넘      | 1,210,000     |
| 미국 (RIAA)                                           | 14× 플래티넘     | 12,300,000    |
| 요약                                                  |                  |               |
| 유럽 (IFPI)                                           | 4× 플래티넘      | 4,000,000*    |
| 전 세계                                               | —                | 25,000,000    |
| *판매량을 기반으로 한 인증 ^출하량을 기반으로 한 인증 |                  |               |

## 같이 보기
- 틴 팝
- 브리트니 스피어스의 음반 목록
- 가장 많이 팔린 음반 목록
- 미국에서 가장 많이 팔린 음반 목록